# Frywolitki

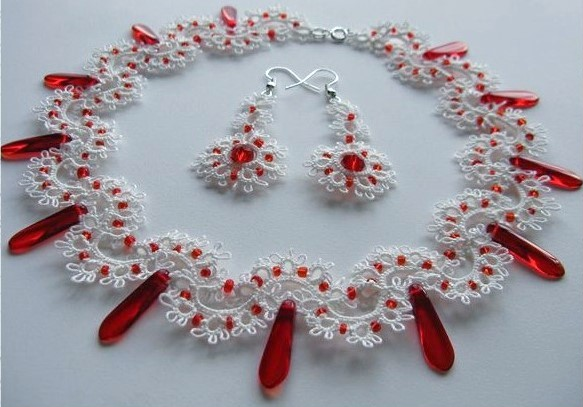
Biżuteria frywolitkowa

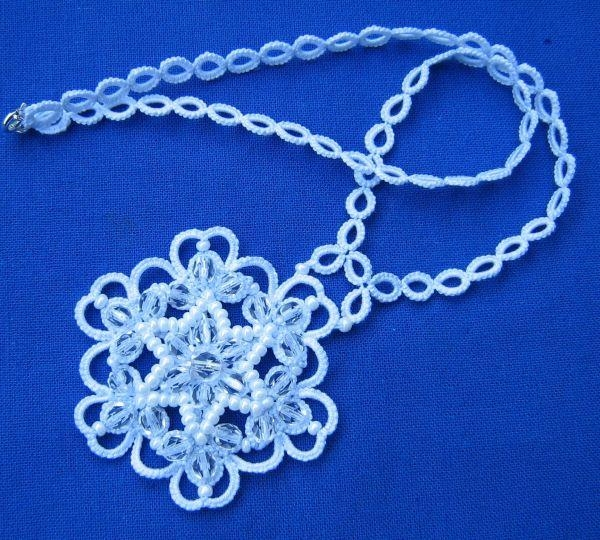
Naszyjnik wykonany w technice frywolitki z wplecionymi koralikami i kryształkami.

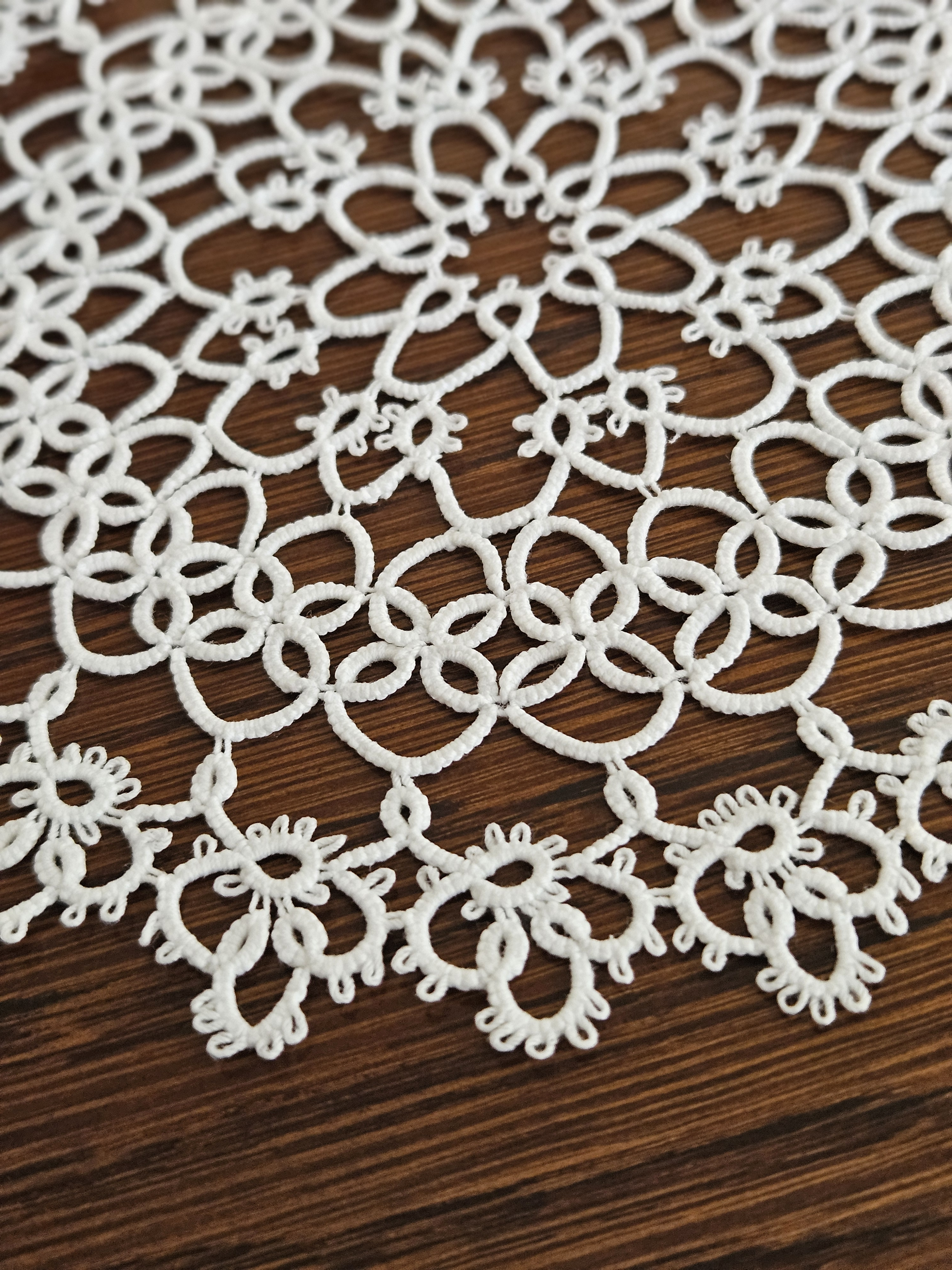
Serwetki wykonane w technice koronki czółenkowej (frywolitki)

Frywolitki, frywolitka, koronka czółenkowa (łac. frivolus – bezwartościowy, błahy, bez znaczenia) – rodzaj koronki artystycznej wykonywanej z cienkiej nici (bawełnianej, jedwabnej, poliestrowej) za pomocą specjalnych czółenek lub igły i szydełka. Dzięki użyciu cienkiej nici całość wygląda bardzo delikatnie, choć równocześnie jest trwała (znacznie trwalsza niż porównywalna koronka szydełkowa). 

## Historia
Technika ta prawdopodobnie była znana już w czasach starożytnych (Egipt, Chiny). Z Chin dotarła w XVI w. do Holandii, skąd następnie rozpowszechniła się w Europie. Do Polski trafiła najprawdopodobniej w początkach XIX w.
Prawdopodobnie ze względu na używane (dość drogie) nici oraz na bardzo wymyślne i bogato zdobione wówczas czółenka była to technika bardzo popularna na dworach szlacheckich i magnackich, natomiast w uboższych sferach – nieznana.
Początkowo czółenka wytwarzane były często ze złota oraz inkrustowane kamieniami szlachetnymi, zdarzały się również takie wyrabiane z muszli morskich, szlifowane i ozdabiane. Korzystano również z tańszych czółenek drewnianych, a współcześnie w użytku są czółenka z tworzyw sztucznych.

## Technika wykonania

### Narzędzia

Różne rodzaje czółenek

Głównym narzędziem pracy jest czółenko, czyli rodzaj szpulki o wydłużonym, łódkowatym kształcie. Szpiczaste końce czółenka są zbliżone do siebie tak, aby zabezpieczać nić przed odwinięciem jej ze szpulki.  
Czółenkiem dzierga się węzełki na nici owiniętej wokół dłoni. Możliwe jest również tworzenie frywolitek za pomocą specjalnej igły. Motywy łączy się ze sobą pikotkami za pomocą szydełka. 
Do utworzenia podstawowych kształtów - kółka z jednym punktem styku z robótką oraz łuku używane jest jedno czółenko. Większa ich liczba potrzebna jest do do kółka o dwóch punktach styku z robótką oraz do koronek wielokolorowych.

### Ściegi
Podstawowymi elementami frywolitek są węzły, słupki i pikotki, które razem tworzą kółka i łuki. 

#### Półsłupek
Podstawowym ściegiem jest półsłupek (tzw. półwęzełek), który powstaje poprzez zatoczenie łuku czółenkiem z nitką  tak, aby przeciągnąć je pod nitką, na której się dzierga, a następnie przez tak utworzoną pętlę. Kluczowe jest silne pociągniecie czółenkiem tak, żeby węzełek zadzierzgnął się na nici wychodzącej z czółenka. Wówczas przy ściągnięciu nici kółko zaciśnie się lub przeciwnie, będzie można powiększyć kółko. Przy nieprawidłowej technice wykonania ściągnięcie kółka nie będzie możliwe. 
Następnie węzełek należy dociągnąć, przesuwając go na robótce. 

#### Słupek
Słupek powstaje z dwóch półsłupków zawiązanych naprzemiennie - jeden poprzez przełożenie czółenka do pętli od strony dłoni lewej ręki - od siebie, a drugi poprzez od strony wierzchu ręki - do siebie.

#### Pikotek
Pikotki wykonywane są  poprzez pozostawienie dłuższej nici pomiędzy dwoma półsłupkami. Podczas zaciągania kółka czy ściągnięcia nici w łuku powstaje pętla - pikotek, tzw. uszko. Pełnią one funkcję ozdobną, ale również za ich pomocą można łączyć ze sobą poszczególne elementy robótki.
W zależności od techniki wykonania można spotkać pikotki otwarte (przy rozsuniętych półsłupkach) lub zamknięte (przy półsłupkach ściągniętych). Bardziej ozdobny jest pikotek „Józefina”, który powstaje poprzez zawiązanie serii węzełków na jednym węźle (4-5 w przypadku małego pikotka, a 10-12 tworzy pikotek półokrągły i duży, z prześwitem w środku). 

#### Łączenie elementów
Poszczególne elementy koronki łączyć można:
- za pomocą czółenka - łączenie na dużych pikotkach
- za pomocą szydełka - łączenie na małych pikotkach
- za pomocą igły.

## Wyroby
W zależności od nici, frywolitkami ozdabiano ubrania czy bieliznę (nićmi cieńszymi, błyszczącymi) albo też tworzono firanki, kapy lub portiery (nicią grubszą). Najczęściej spotykanymi wyrobami frywolitkowymi są serwetki, kołnierzyki, wstawki koronkowe i biżuteria (w szczególności obróżki i naszyjniki). 